# Louroux-Hodement
Louroux-Hodement ist eine Ortschaft und eine ehemalige französische Gemeinde mit 367 Einwohnern (Stand 1. Januar 2022) im Département Allier in der Region Auvergne-Rhône-Alpes. Sie gehörte zum Arrondissement Montluçon und zum Kanton Hérisson.
Louroux-Hodement wurde mit Wirkung vom 1. Januar 2016 mit den früheren Gemeinden Givarlais und Maillet zu einer Commune nouvelle mit der Bezeichnung Haut-Bocage zusammengelegt und hat in der neuen Gemeinde den Status einer Commune déléguée inne. Der Verwaltungssitz befindet sich im Ort Maillet.

## Lage
Nachbarorte sind Maillet im Nordwesten, Hérisson im Norden, Venas im Nordosten, Sauvagny im Südosten, Bizeneuille im Süden, Verneix im Südwesten und Givarlais im Westen.

## Bevölkerungsentwicklung

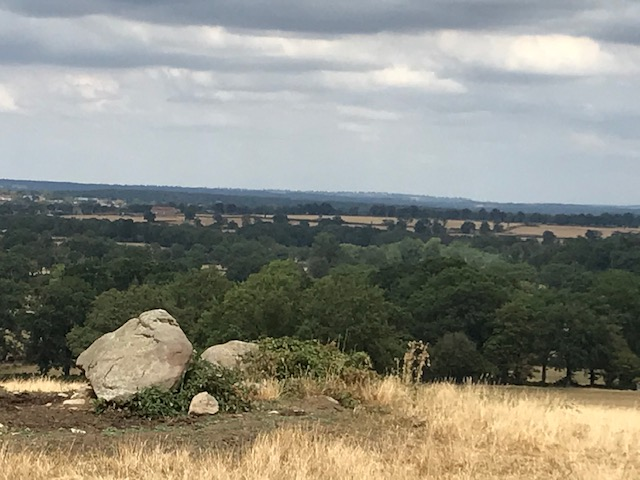
Menhir de Pirolet

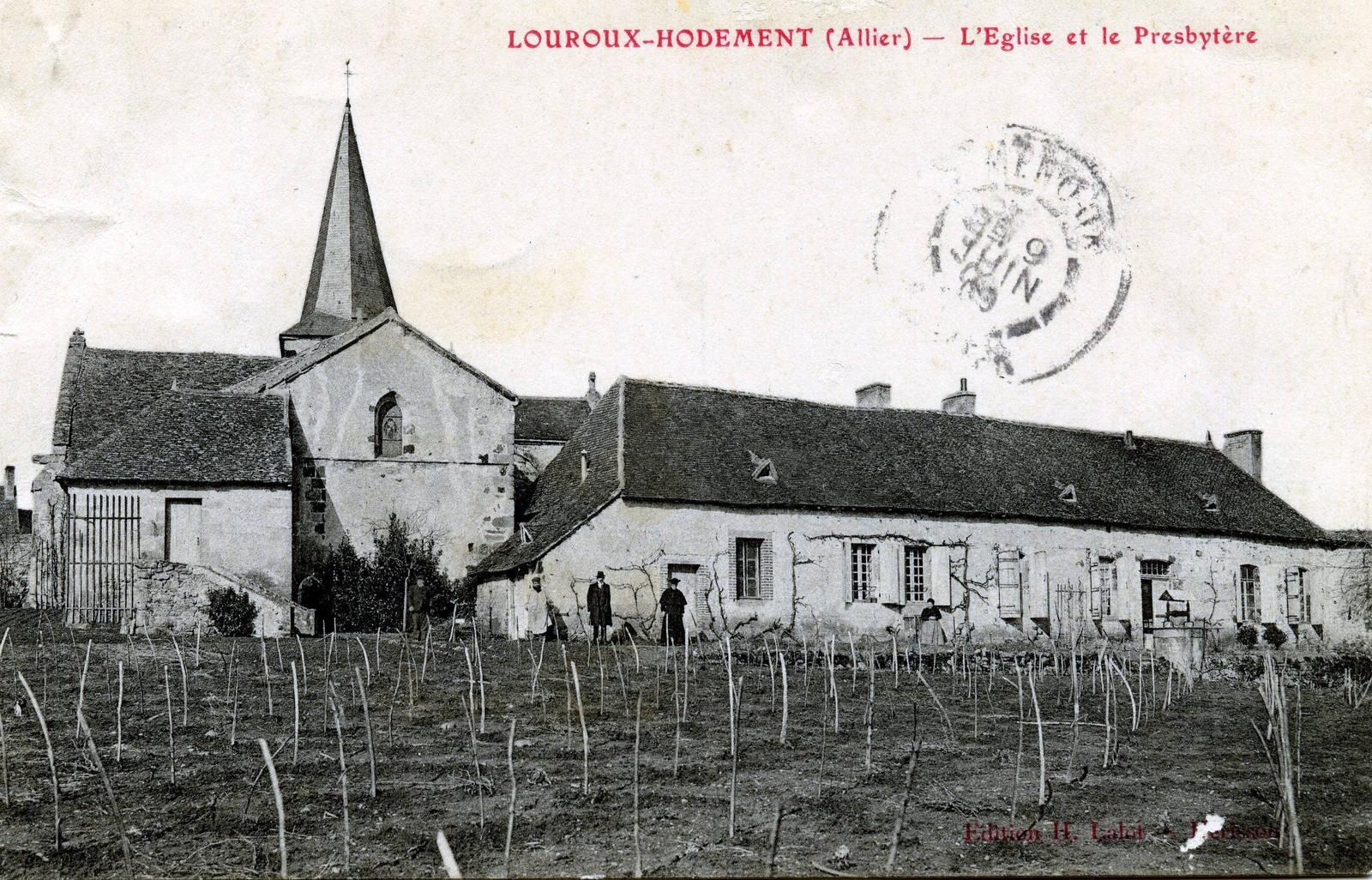
Kirche Saint-Jean-Baptiste – Postkarte von 1909

| Jahr      | 1962 | 1968 | 1975 | 1982 | 1990 | 1999 | 2008 | 2015 |
| --------- | ---- | ---- | ---- | ---- | ---- | ---- | ---- | ---- |
| Einwohner | 412  | 412  | 371  | 294  | 280  | 293  | 351  | 341  |